# Johannes Hörnig

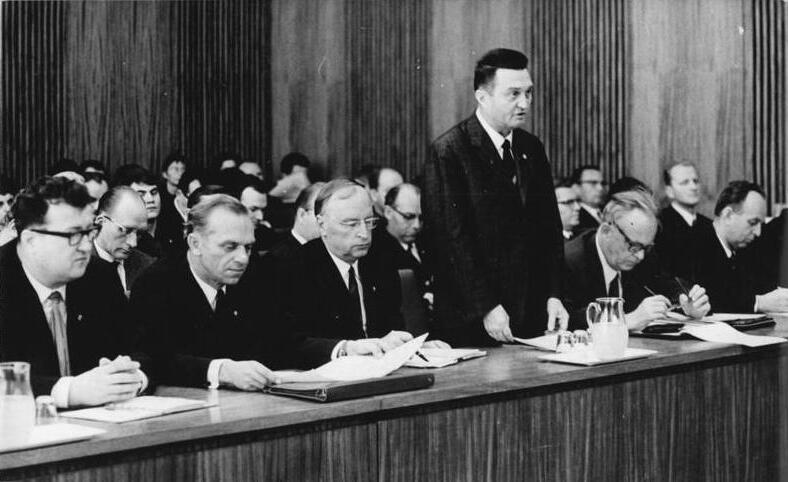
Johannes Hörnig auf der Sitzung des DDR-Staatsrates am 4. Oktober 1968 unter Leitung des Vorsitzenden Walter Ulbricht: (v. l. n. r.) Hans-Joachim Böhme, Johannes Hörnig, Kurt Hager, Ernst-Joachim Gießmann (stehend), Max Steenbeck, Gerhard Schürer

Johannes Hörnig, auch Hannes Hörnig, (* 1. April 1921 in Leppersdorf bei Dresden; † 24. Januar 2001 in Berlin) war ein deutscher Funktionär der Sozialistischen Einheitspartei Deutschlands. Er war von 1955 bis 1989 Leiter der Abteilung Wissenschaft beim Zentralkomitee der SED.

## Leben
Der Arbeitersohn machte eine Schlosserlehre bei Gläser-Karosserie in Radeberg. Von 1940 bis 1945 diente er im Heer (Wehrmacht), zuletzt als Unteroffizier. Nach dem Krieg trat er in die Sozialdemokratische Partei Deutschlands ein. Nach der Zwangsvereinigung von SPD und KPD zur SED wurde er 1946 Mitglied der Sozialistischen Einheitspartei Deutschlands. Nach einem Kurs als Neulehrer wurde er Grundschullehrer in Obersteina bei Kamenz. Dort stieg er 1950 zum Kreisschulrat auf. Nach einem Studium an der Parteihochschule „Karl Marx“ wurde er 1953 als Nachfolger von Kurt Hager Sektorenleiter und 1955 Leiter der Abteilung Wissenschaft im Zentralkomitee der SED, was er bis 1989 blieb. Von 1967 bis 1989 war er Mitglied im Zentralkomitee der SED.

## Ehrungen
- Vaterländischer Verdienstorden (1959, 1971, 1980)
- Kampforden „Für Verdienste um Volk und Vaterland“ (1975)
- Verdienstmedaille der Nationalen Volksarmee (1972, 1976)
- Dr. phil. h. c. der KMU Leipzig (1980)
- Ehrenspange zum Vaterländischen Verdienstorden in Gold (1981)
- Honorarprofessor (1982)
- Held der Arbeit (1984)

## Schriften
- Die Wissenschaftspolitik unserer Partei und unsere nächsten Aufgaben. Leipzig 1971.
- Zur Stellung und Funktion der Wissenschaften in der sozialistischen Gesellschaft. Die Wissenschaftspolitik der SED. Berlin 1987.